# جمعة العبادي
جمعة عبد الله هاجس فارس فلاح الشبلي العبادي دبلوماسي أردني، كان ممثلًا وسفيرًا لدى عدة دول.

## حياته
وُلد جمعة العبادي في محافظة البلقاء. درس العلوم السياسية والعلاقات الدولية.
كان دبلوماسيًا في السفارة الأردنية لدى مصر، ولدى الكويت.
لاحقًا ترأس مكتب تمثيل المملكة الأردنية الهاشمية لدى دولة فلسطين في مدينة غزة منذ عام 2000 وحتى عام 2005، حيث انتقل للعمل سفيرًا للأردن لدى الكويت حتى عام 2012.
عمل مديرًا لإدارة الشؤون العربية والشرق أوسطية بين عام 2012 و2016 في مقر وزارة الخارجية الأردنية، وبين عامي 2016 و2021 مندوبًا دائمًا عن الأردن لدى الوكالة الدولية للطاقة المتجددة.
شغل منصب سفير الأردن لدى الإمارات العربية المتحدة بين عامي 2016 و2021.

## جوائز مستلمة
في 23 مايو 2005، منحه الرئيس محمود عباس وسام القدس من درجة «نجمة القدس» بمناسبه انتهاء مهامه لدى دولة فلسطين و«تقديرًا لجهود السفير الأردني المتميزة في دعم وتعميق علاقات الأخوة الراسخة القائمة بين فلسطين والمملكة الأردنية الهاشمية قيادة وشعباً، ولما تحلى به من قدرة على العطاء والمثابرة وروح المسؤولية العالية أثناء عمله في فلسطين».
في 5 مايو 2021، منحه الرئيس الإماراتي خليفة بن زايد وسام الاستقلال من الطبقة الأولى بمناسبه انتهاء مهامه لدى الإمارات العربية المتحدة و«تقديرا للجهود التي بذلها خلال فترة عمله في الدولة ما أسهم في تعزيز وتطوير العلاقات الأخوية بين البلدين الشقيقين في المجالات كافة.».